# Шаповалов, Дмитрий Владимирович (российский хоккеист)
Дмитрий Владимирович Шаповалов (род. 17 марта 1996, Санкт-Петербург) — российский хоккеист, защитник.
На юношеском уровне играл за петербургские команды «Спартак» и «Нева». Выступал в командах МХЛ «Алмаз» Череповец (2013/14 — 2015/16) и «СКА-Серебряные львы» СПб (2016/17). Сезон 2017/18 провёл в команде чемпионата Белоруссии «Могилёв». С сезона 2019/20 — в клубе чемпионата Эстонии «Вялк 494» Тарту.